# 东南悬钩子
东南悬钩子（学名：Rubus tsangorum）是蔷薇科悬钩子属的植物，为中国的特有植物。分布于中国大陆的广西、安徽、广东、江西、浙江、湖南、福建等地，生长于海拔150米至1,200米的地区，见于生山地疏密林下和灌丛中，目前尚未由人工引种栽培。